# Мехтерзен
Мехтерзен (нім. Mechtersen) — громада в Німеччині, розташована в землі Нижня Саксонія. Входить до складу району Люнебург. Складова частина об'єднання громад Бардовік.
Площа — 14,42 км2. Населення становить 684 ос. (станом на 31 грудня 2021).